# Stictophaula
Stictophaula is een geslacht van rechtvleugeligen uit de familie sabelsprinkhanen (Tettigoniidae). De wetenschappelijke naam van dit geslacht is voor het eerst geldig gepubliceerd in 1922 door Hebard.

## Soorten
Het geslacht Stictophaula omvat de volgende soorten:
- Stictophaula annae Gorochov, 1998
- Stictophaula armata Ingrisch, 1994
- Stictophaula aspersa Gorochov & Voltshenkova, 2009
- Stictophaula bakeri Hebard, 1922
- Stictophaula coco Gorochov & Voltshenkova, 2009
- Stictophaula daclacensis Gorochov, 1998
- Stictophaula dohrni Gorochov, 1998
- Stictophaula elzbietae Gorochov, 1998
- Stictophaula exigua Ingrisch, 1994
- Stictophaula gialaiensis Gorochov, 1998
- Stictophaula grigorenkoi Gorochov, 1998
- Stictophaula mada Gorochov, 2011
- Stictophaula micra Hebard, 1922
- Stictophaula mikhaili Gorochov, 2004
- Stictophaula mistshenkoi Gorochov & Voltshenkova, 2009
- Stictophaula multa Gorochov & Voltshenkova, 2009
- Stictophaula ocellata Ingrisch, 1994
- Stictophaula omissa Gorochov, 2003
- Stictophaula quadridens Hebard, 1922
- Stictophaula rara Gorochov & Voltshenkova, 2009
- Stictophaula recens Gorochov & Voltshenkova, 2009
- Stictophaula sinica Gorochov & Kang, 2004
- Stictophaula soekarandae Gorochov, 1998
- Stictophaula spinosolaminata Brunner von Wattenwyl, 1878
- Stictophaula thaiensis Gorochov, 1998